# Agulla faulkneri
Agulla faulkneri är en halssländeart som beskrevs av U. Aspöck 1987. Agulla faulkneri ingår i släktet Agulla och familjen ormhalssländor. Inga underarter finns listade i Catalogue of Life.